# Krioglobulinemia
Krioglobulinemia (łac. cryoglobulinemia) – występowanie w osoczu patologicznych białek (immunoglobulin, zwanych krioglobulinami), rozpuszczalnych w temperaturze 37 °C, wytrącających się w temperaturach poniżej 4 °C. Krioglobulinemia może występować samoistnie (głównie u kobiet w średnim wieku) lub towarzyszyć innym chorobom.
| Typ krioglobulinemii                                            | Rodzaj białka                                            | Objawy | Choroby towarzyszące | Leczenie                    |
| --------------------------------------------------------------- | -------------------------------------------------------- | --- | --- | --------------------------- |
| Typ I (monoklonalna)                                            | immunoglobuliny IgM i IgG rzadko IgA lub łańcuchy lekkie | - bezobjawowo - objaw Raynauda - sinica - owrzodzenia skóry - martwica tkanki podskórnej | - przewlekła białaczka limfatyczna - makroglobulinemia Waldenströma - szpiczak mnogi - chłoniaki nieziarnicze                                                                                                   |                             |
| Typ II, Krioglobulinemia mieszana (monoklonalna i poliklonalna) | monoklonalne IgM i poliklonalne IgG                      | - skaza krwotoczna - bóle stawów - zapalenie naczyń - podatność na zakażenia - zapalenie kłębuszków nerkowych - objawy neurologiczne - objaw Raynauda - martwica skóry - zaburzenia czynności wątroby | - wirusowe zapalenie wątroby typu C - wirusowe zapalenie wątroby typu B - zespół Sjögrena - choroby autoimmunologiczne i limfoproliferacyjne                                                                    | chemioterapia interferon α2 |
| Typ III (poliklonalna)                                          |                                                          | | - choroby zakaźne (bakteryjne, wirusowe, grzybicze) - SLE - reumatoidalne zapalenie stawów - zespół Sjögrena - guzkowe zapalenie tętnic - przewlekłe zapalenia (wątroby, tarczycy, kłębuszkowe zapalenie nerek) |                             |